# Rondeletia daphnoides
Rondeletia daphnoides är en måreväxtart som beskrevs av August Heinrich Rudolf Grisebach. Rondeletia daphnoides ingår i släktet Rondeletia och familjen måreväxter. Inga underarter finns listade i Catalogue of Life.